# Pierre-Joseph-Olivier Chauveau
Pierre-Joseph-Olivier Chauveau (1820-1890) – kanadyjski polityk, pisarz i nauczyciel, premier Quebecu w latach 1867–1873 z ramienia Konserwatywnej Partii Quebecu.

## Życiorys
Chauveau urodził się 30 maja 1820 w Charlesbourg w Dolnej Kanadzie. Chauveau należeli do najstarszych rodzin w okolicy. Zarówno rodzina matki, jak i ojca należały do elity gospodarczej regionu. Młody Pierre wychowywany był w dostatku i otrzymał typowe klasyczne wykształcenie w katolickim Séminaire de Québec. Po ukończeniu szkoły średniej wahał się, czy studiować prawo, czy teologię i zostać duchownym. Ostatecznie wybrał karierę prawniczą. W 1841 został przyjęty do palestry. Będąc prawnikiem dwujęzycznym, rozpoczął pracę w angielskim biurze, z czasem doprowadzając swą angielszczyznę do perfekcji, co umożliwiło mu uprawianie literatury w obu językach. Od 1849 był już wspólnikiem we własnej firmie prawniczej.
W 1838 w "Le Canadien" zadebiutował jako poeta heroicznym poematem L'Insurrection, sławiącym frankofońskich patriotów.
Chauveau zaczął swą polityczną karierę jeszcze za istnienia Prowincji Kanady. Od 1855 sprawował funkcję superintendenta szkół w Kanadzie Wschodniej (Quebecu). W czasie swojego urzędowania doprowadził do utworzenia oddzielnych szkół dla angielsko- i francuskojęzycznej młodzieży. Aktywny w okresie przygotowań do konfederacji, wyrósł na jednego z czołowych frankofońskich polityków konserwatywnych. W 1867 został pierwszym premierem prowincjonalnego rządu Quebecu. W 1873 zrezygnował z tej funkcji i został mianowany senatorem. Jednocześnie przyjął stanowisko marszałka senatu. W 1878 rozpoczął karierę nauczyciela akademickiego obejmując katedrę prawa rzymskiego na uniwersytecie w Laval.
Na starość został dotknięty paraliżem. Zmarł 4 kwietnia 1890 w swym domu w mieście Québec.
Chauveau był autorem powieści obyczajowej Charles Guérin (1852), kilku biografii, zbiorów poezji oraz licznych esejów, z których wyróżniała się praca L'Instruction publique du Canada (Oświata państwowa w Kanadzie, 1876).